# Laura Meldere
Laura Meldere (Riga, 1º giugno 2001) è una cestista lettone di formazione italiana.
È in possesso di passaporto sportivo italiano per la formazione nel settore giovanile della Reyer Venezia a partire dalla stagione 2017/18.

## Carriera

### Club
È cresciuta nelle giovanili del Cesis e del Riga con cui a quindici anni ha registrato 10,9 punti e 8,6 rimbalzi di media nel campionato Under 16. Nella stagione 2017/2018 arriva alla Reyer Venezia e, oltre al campionato di categoria giovanile, disputa la Serie A2 con il Sistema Rosa Pordenone con cui realizza 7 punti e 6 rimbalzi a partita .
Dopo aver vinto lo scudetto in oro-granata nella stagione 2020-2021, torna in patria al TTT Rīga.
L'anno successivo fa ritorno alla Reyer.

### Nazionale
Con le giovanili della Lettonia ha disputato il Campionato mondiale Under-17 a Saragozza e il Campionato europeo femminile di pallacanestro Under-16 a Udine, entrambi nel 2016; nel 2017 ha disputato il Campionato europeo Under-20 a Matosinhos e il Campionato europeo Under-16 a Bourges; nel 2018 raggiunge la semifinale al Campionato europeo Under-18 a Udine, disputa nel 2019 il Campionato europeo Under-18 a Sarajevo e i Campionato mondiale Under-19 a Bangkok,
Dal 2021 è entrata a far parte della Nazionale maggiore.

## Palmarès

### Squadra
- Campionato italiano: 2

Reyer Venezia: 2020-2021, 2023-2024
- Supercoppa italiana: 1

Reyer Venezia: 2020